# William Keith

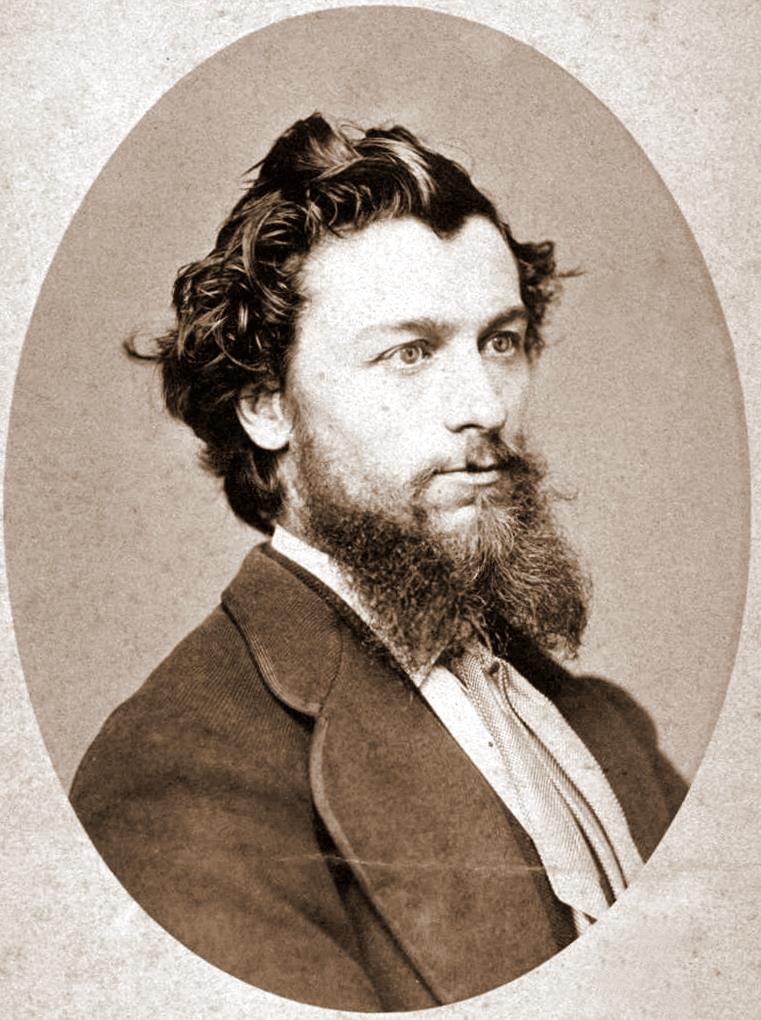
William Keith, Foto aus den 1870er Jahren

William Keith (* 18. November 1838 in Oldmeldrum, Aberdeenshire, Vereinigtes Königreich Großbritannien und Irland; † 13. April 1911 in Berkeley, Kalifornien) war ein schottisch-US-amerikanischer Maler der Düsseldorfer Schule.

## Leben
Keith’ gleichnamiger Vater (1806–1838) starb wenige Monate vor seiner Geburt. Keith’ Mutter, Elizabeth Bruce (1810–1868), gab ihren Sohn in die Obhut seiner Großeltern. 1850 wanderte sie mit allen ihren Kindern in die Vereinigten Staaten aus, wo sich die Familie in New York City niederließ. Dort erlernte Keith nach einer Schulausbildung 1856 den Holzschnitt. Für die Fertigung von Illustrationen stellte ihn sodann das Harper’s Magazine an. 1858 reiste Keith nach Schottland und England, wo er kurze Zeit für die London Daily News arbeitete. 1859 begab er sich nach San Francisco, nachdem er von dort ein Angebot erhalten hatte. Als sich dieses Angebot jedoch nicht realisieren ließ, blieb er dort und arbeitete im erlernten Beruf des Xylografen weiter, 1862 in einer Partnerschaft mit Harrison Eastman, 1864 mit Durbin Van Vleck. 1863 begann er zusammen mit Samuel Marsden Brookes Malerei zu studieren. Eventuell erlernte er von Elizabeth Emerson, die er 1864 heiratete, die Aquarellmalerei. Die ersten Aquarellbilder stellte er 1866 aus. 1868 begann er mit der Ölmalerei. Nachdem er im gleichen Jahr von der Oregon Navigation and Railroad Company einen Auftrag zur Darstellung des Pazifischen Nordwestens erhalten hatte, beschloss er, fortan nur noch als Maler zu arbeiten.

William Keith, Kohlezeichnung von Benoni Irwin, 1879

1869 ging er mit seiner Frau nach Düsseldorf, dessen Kunstakademie – besonders infolge des Wirkens von Emanuel Leutze, Albert Bierstadt und Worthington Whittredge – in den Vereinigten Staaten einen ausgezeichneten, wenngleich schon schwindenden Ruf genoss. Dort erhielt er Privatunterricht von Albert Flamm, der als Landschaftsmaler für sein leuchtendes Kolorit bekannt war. Auch das Atelier von Andreas Achenbach, dessen freie, „suggestive“ Malerei er bewunderte, lernte er kennen. Sein Freund wurde der Kommilitone Carl Wilhelm Hahn, der ihm 1871 von Düsseldorf in die Vereinigten Staaten folgte, wo sie in Boston und 1872 in San Francisco ein gemeinsames Atelier hatten.
In Kalifornien schloss Keith eine enge und langjährig anhaltende Freundschaft mit dem Universalgelehrten John Muir, der wie er 1838 in Schottland geboren worden und von der Erhabenheit des Yosemite-Landschaft fasziniert war. In den 1870er Jahren malte Keith eine Reihe von Panoramen von kalifornischen Gebirgslandschaften, unter anderem das Gemälde Kings River Canyon. In Format und Sujet konkurrieren sie mit Bildern von Albert Bierstadt und Thomas Hill.

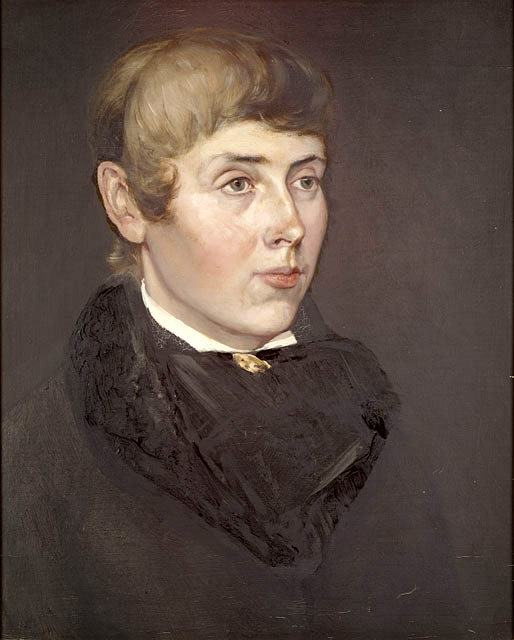
Mary McHenry, 1883

Nachdem 1882 seine Frau Elizabeth gestorben war, wohnte er vorübergehend bei Joseph Worcester, einem Priester der Neuen Kirche, der Keith stark beeinflussen sollte. 1883 heiratete Keith die Juristin und Suffragette Mary McHenry, mit der er die spanischen Missionen in Kalifornien und die Ostküste der Vereinigten Staaten bereiste. Anschließend fuhr das Paar nach München, wo Keith die Genre- und Porträtmalerei erlernen wollte. Vermittelt durch Worcester lernte Keith während der Europareise den Architekten und Stadtplaner Daniel Burnham kennen. Mitte 1885 kehrten Keith und seine Frau nach San Francisco zurück. In Berkeley bezogen sie ein eigenes Haus, von wo aus Keith täglich in sein Atelier nach Downtown San Francisco pendelte.
1886 bereiste Keith Alaska. Aus dieser Zeit stammen Skizzen von Gletschern. Gelegentlich nahm Keith in jener Zeit auch Aufträge für Porträts an; außerdem gab er Zeichenunterricht, meist für Damen. 1888 startete er mit Muir zu einer Reise nach Mount Shasta und Mount Rainier. Bilder aus dieser Zeit illustrieren Muirs Buch Picturesque California. 1889 gehörte Keith zu den Personen, die Muir darin unterstützten, den Yosemite-Nationalpark ins Leben zu rufen. Auch bei der Gründung des Sierra Clubs (1892) spielte Keith eine wichtige Rolle.

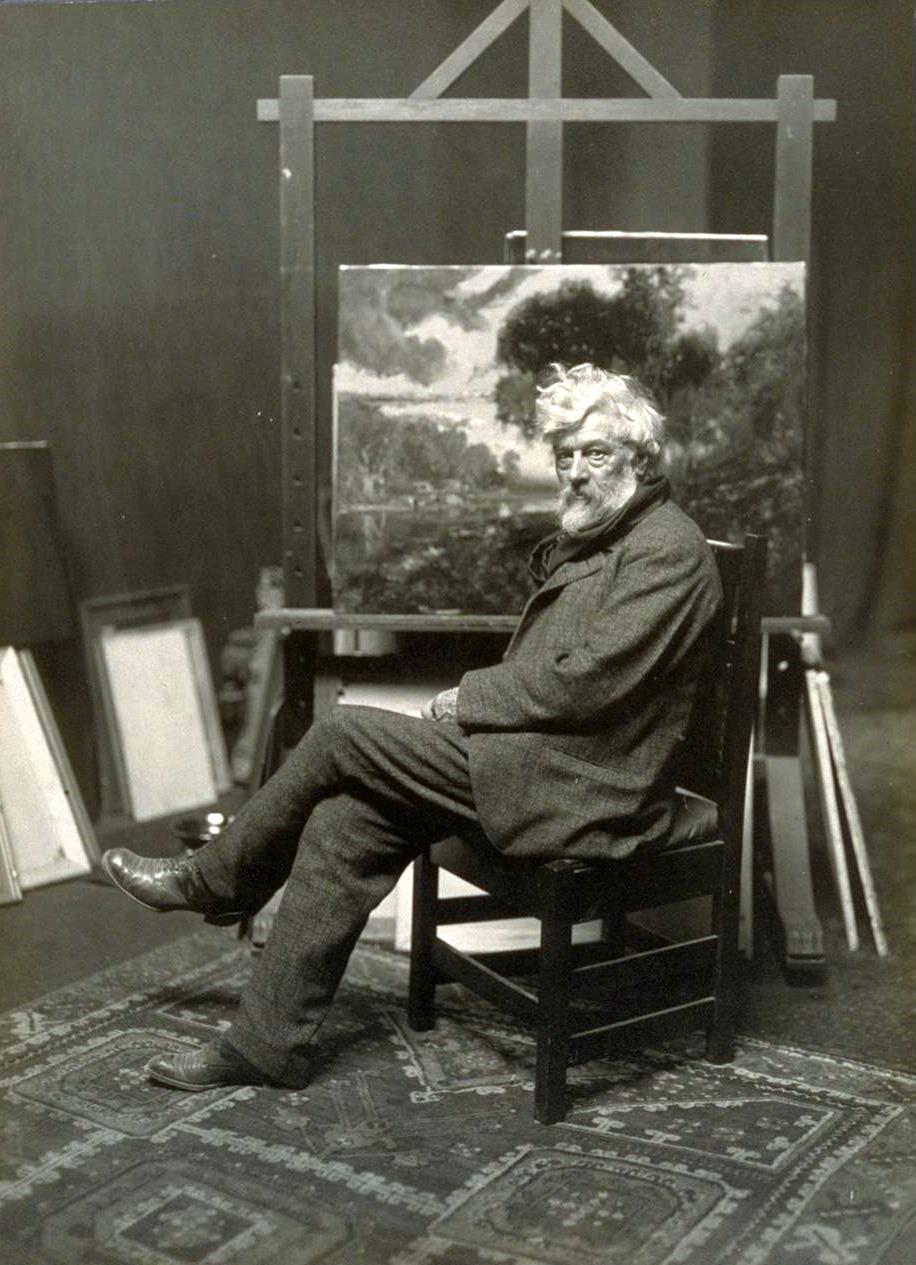
Keith in seinem Atelier

Ab Ende der 1880er Jahre veränderte sich Keith’ Malerei in die Richtung von Théodore Rousseau, George Inness und der Schule von Barbizon: Subjektive, gefühlsmäßige und spirituelle Reflexionen bekamen einen größeren Stellenwert als topografische Genauigkeit. Inness besuchte die San Francisco Bay 1891. Er und Keith malten gemeinsam, wodurch Keith starke und neue Anstöße erhielt. 1893 unternahm Keith eine erneute, ausgedehnte Europareise.
Das Erdbeben von San Francisco 1906 traf Keith schwer: Sein Atelier und fast 3000 seiner Werke wurden zerstört. In der Folge litt auch seine Gesundheit. Im Oktober 1907 begleitete Keith erneut seinen Freund Muir zu einer Reise in das Yosemite Valley. 1911 starb Keith in seinem Haus in Berkeley. Sein Grab findet sich auf dem Mountain View Cemetry in Oakland.

## Werk
Keith’ Werk wurde durch die Düsseldorfer Malerschule, etwa durch das von Achenbach und Bierstadt gepflegte Konzept der „heroischen Landschaft“, durch den Luminism der Hudson River School, durch den Realismus der Schule von Barbizon und durch die Metaphysik Emanuel Swedenborgs geprägt. Swedenborg vertrat den Standpunkt, dass die physische Welt eine ihr zugrunde liegende göttliche Idee reflektiere. Dementsprechend betrachtete Keith die Landschaft als Vehikel spirituellen Ausdrucks. Muir, ebenfalls ein Swedenborgianer, empfand Keith als „poet painter“. Sein Bild The Californian Alps bezeichnete er als „inspired bible of mountains“. Mit zunehmendem Alter wandte sich Keith impressionistischen und tonalistischen Malweisen zu, besonders ab 1891 unter dem Einfluss von George Inness.

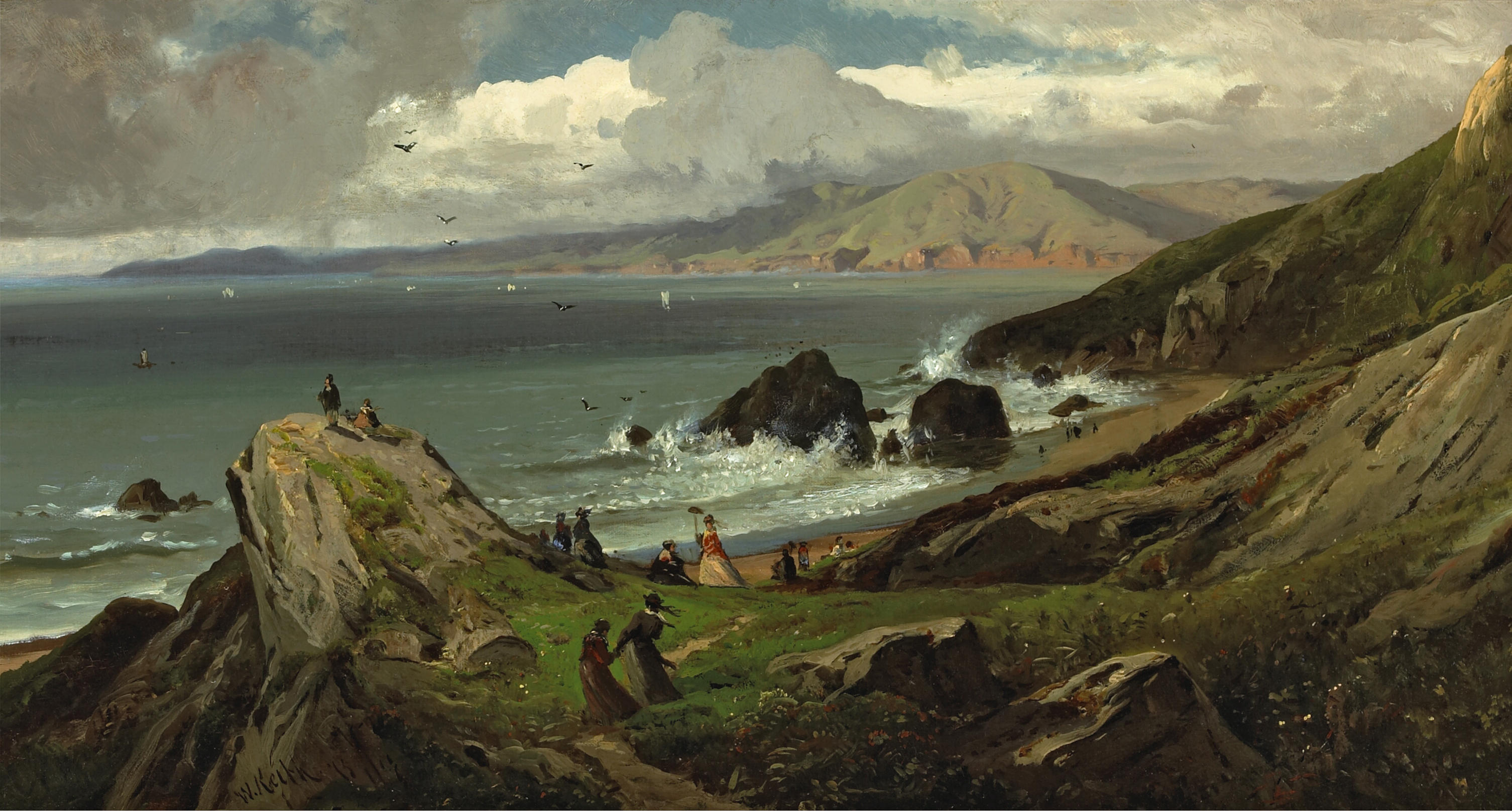
Land’s End, 1873
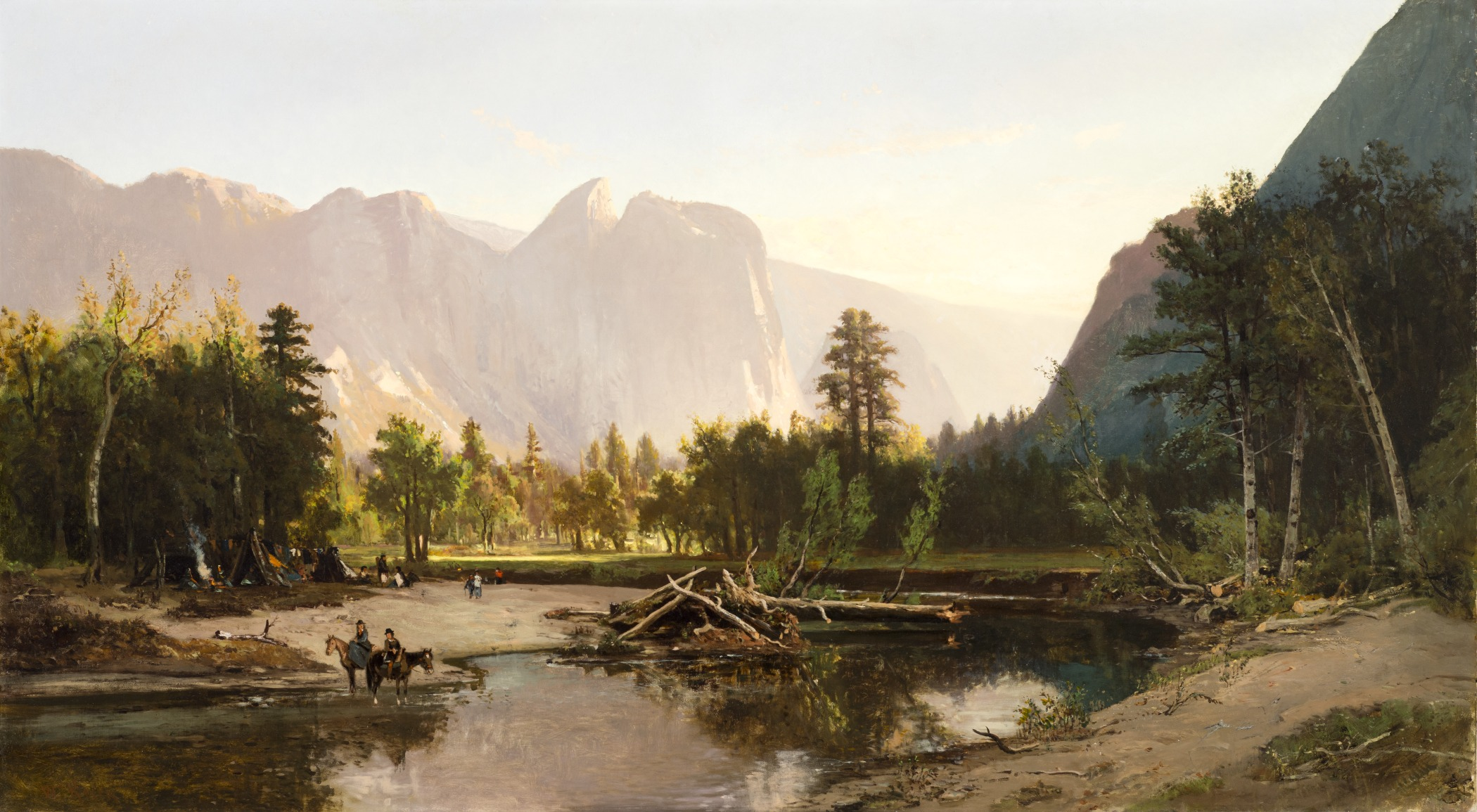
Yosemite Valley, 1875
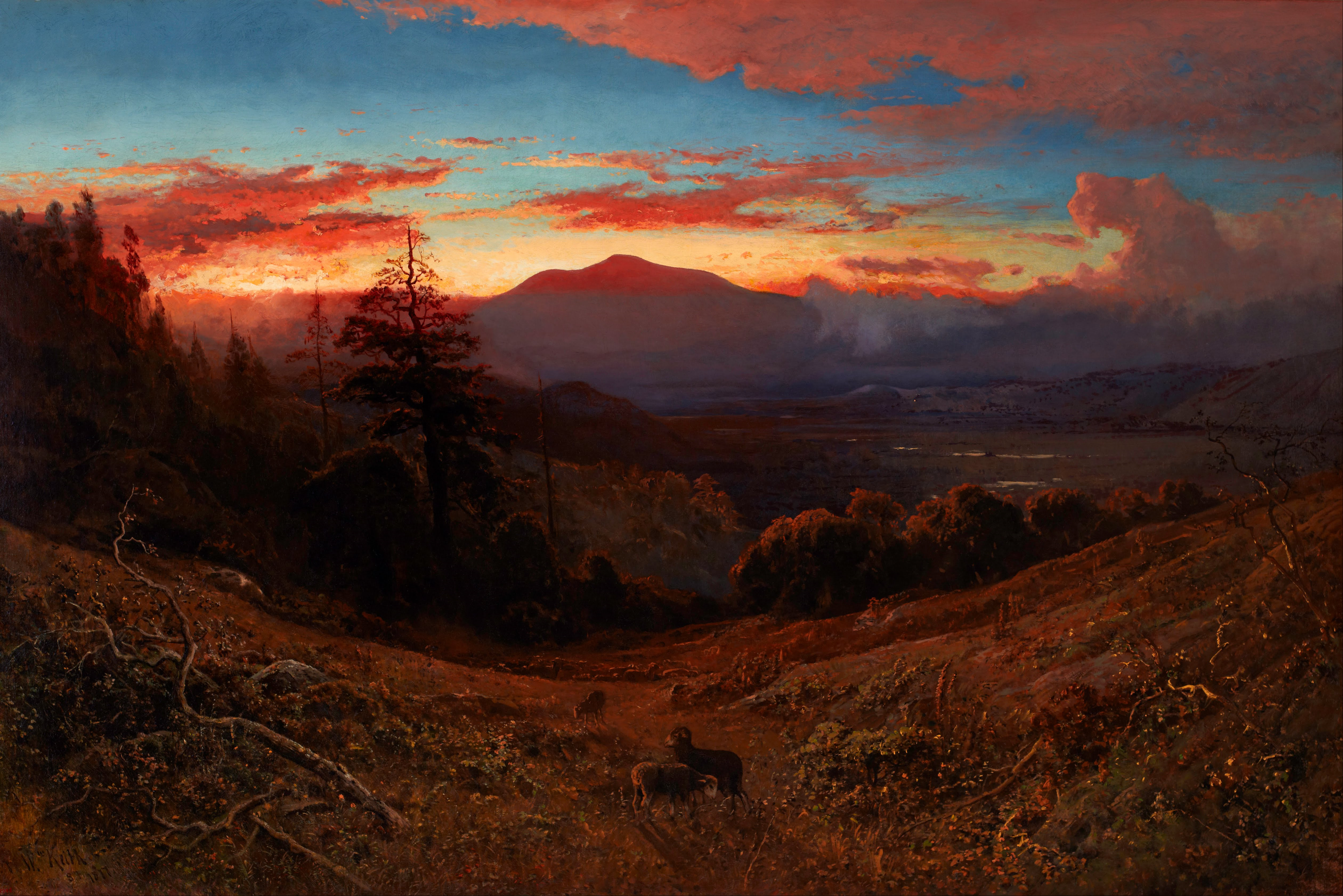
Sunset on Mount Diablo, 1877
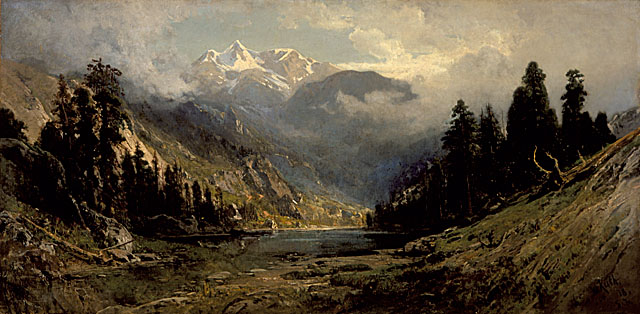
California Pines, 1878
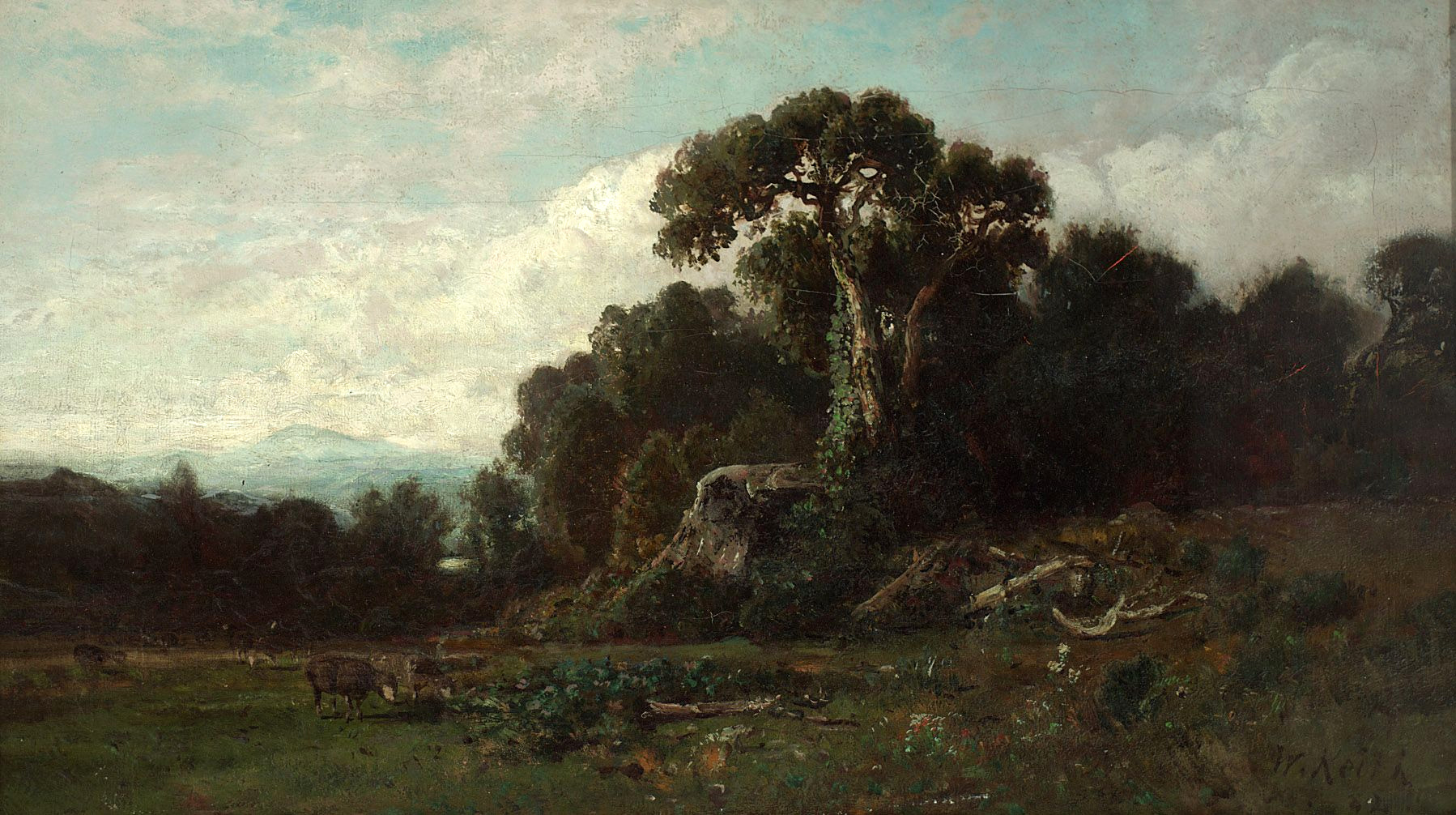
Santa Barbara Hills, 1882
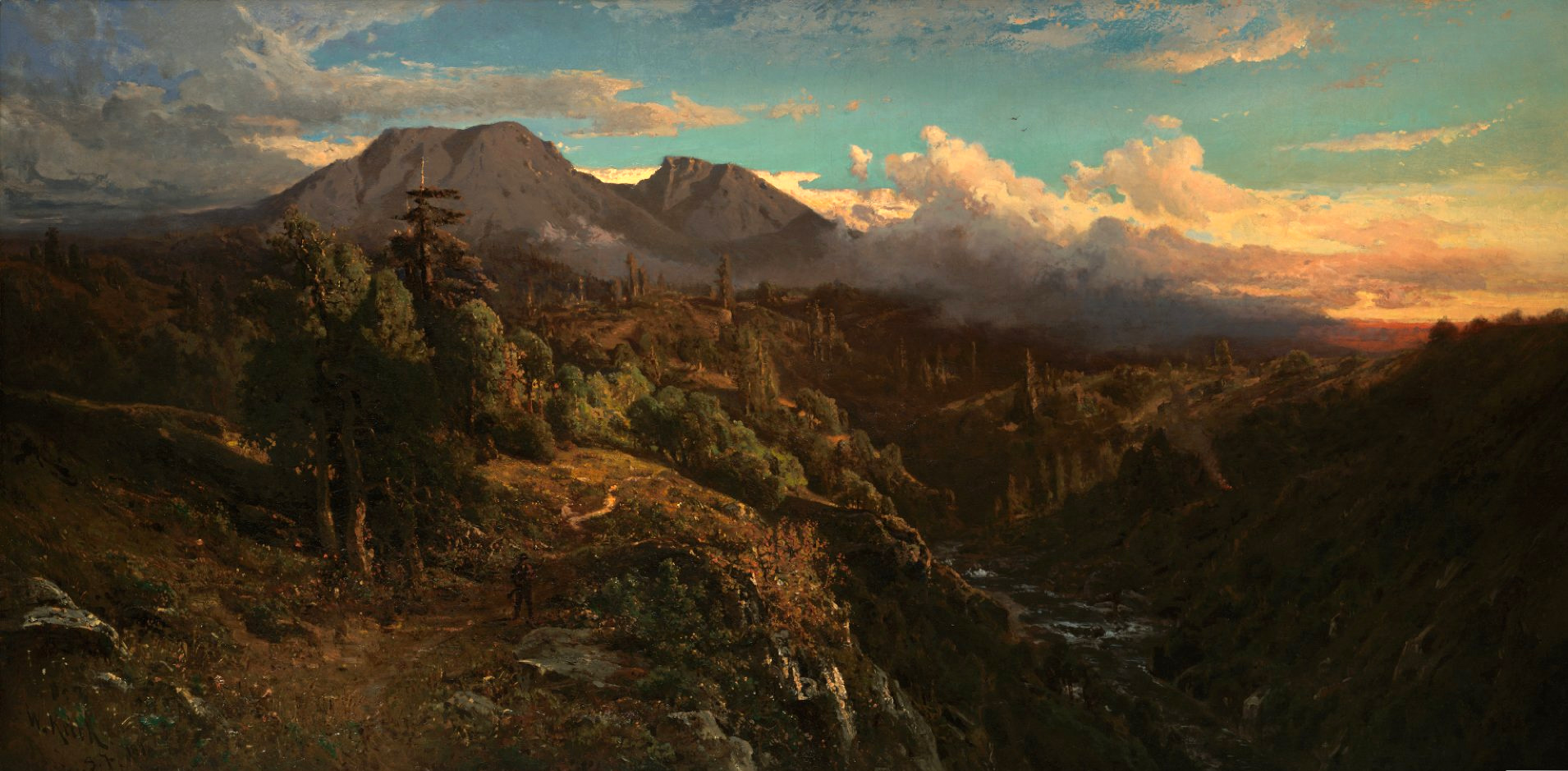
Sunset Glow on Mount Tamalpais, 1896
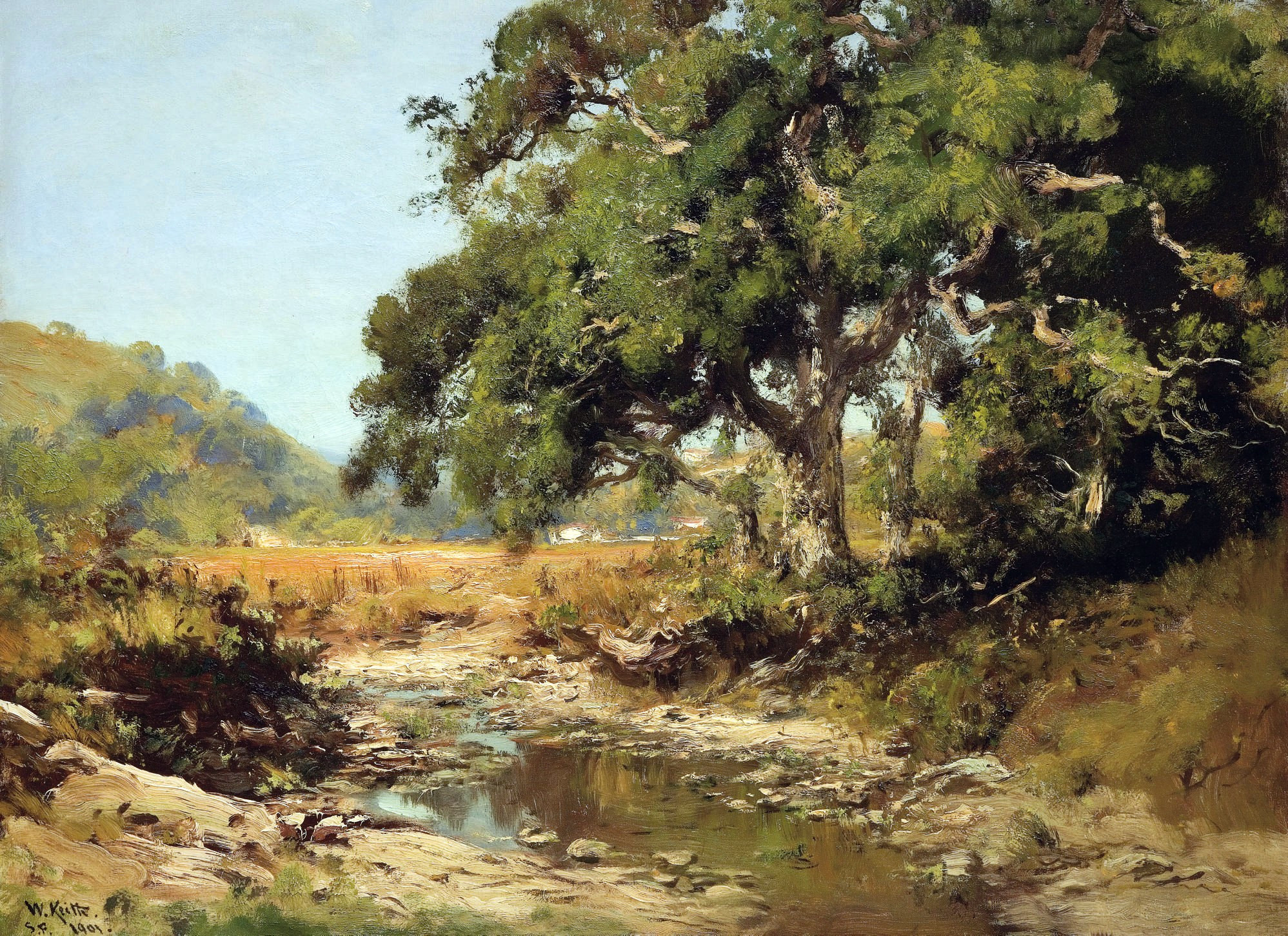
Stream Through the Valley, 1901
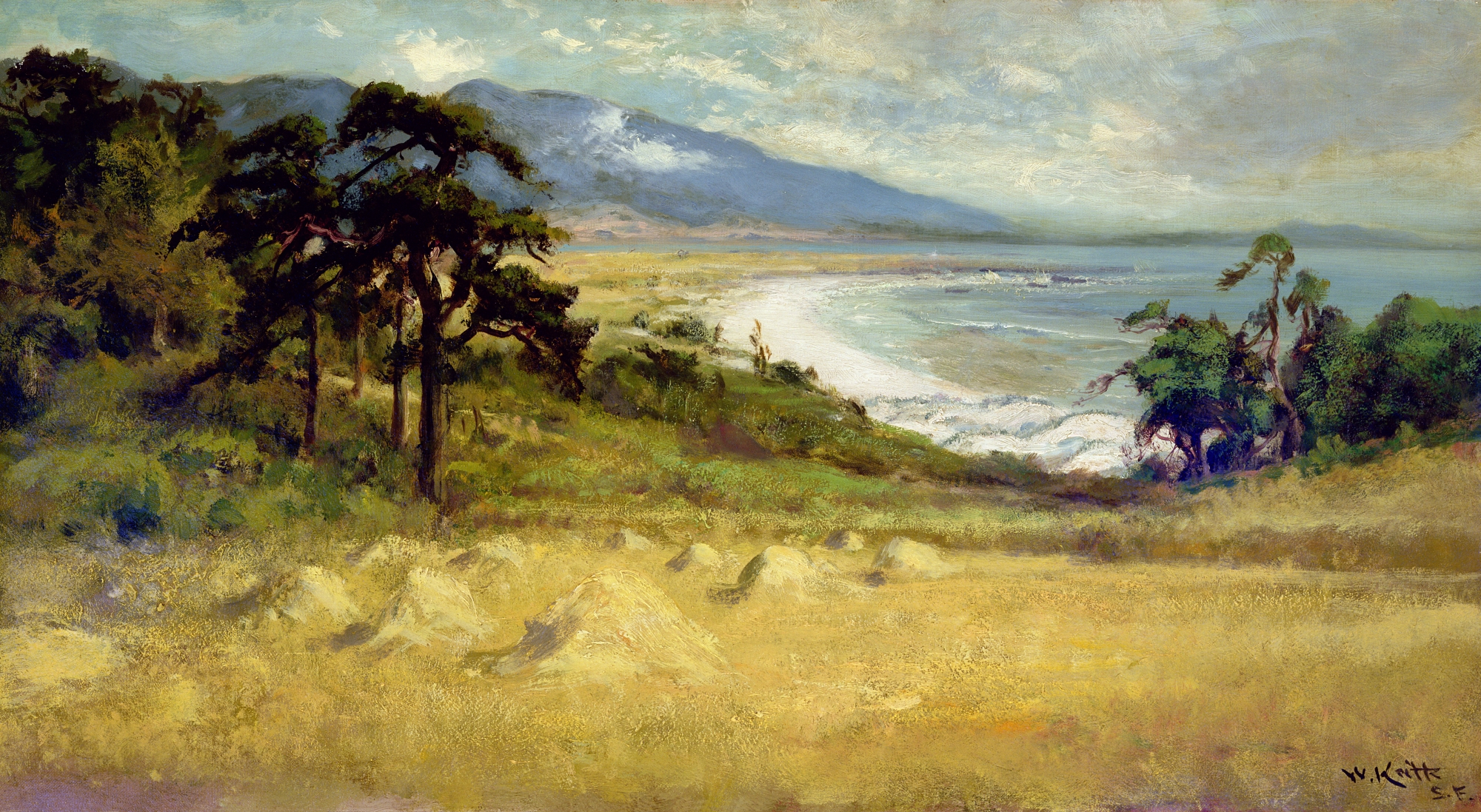
Carmel by the Sea, um 1905
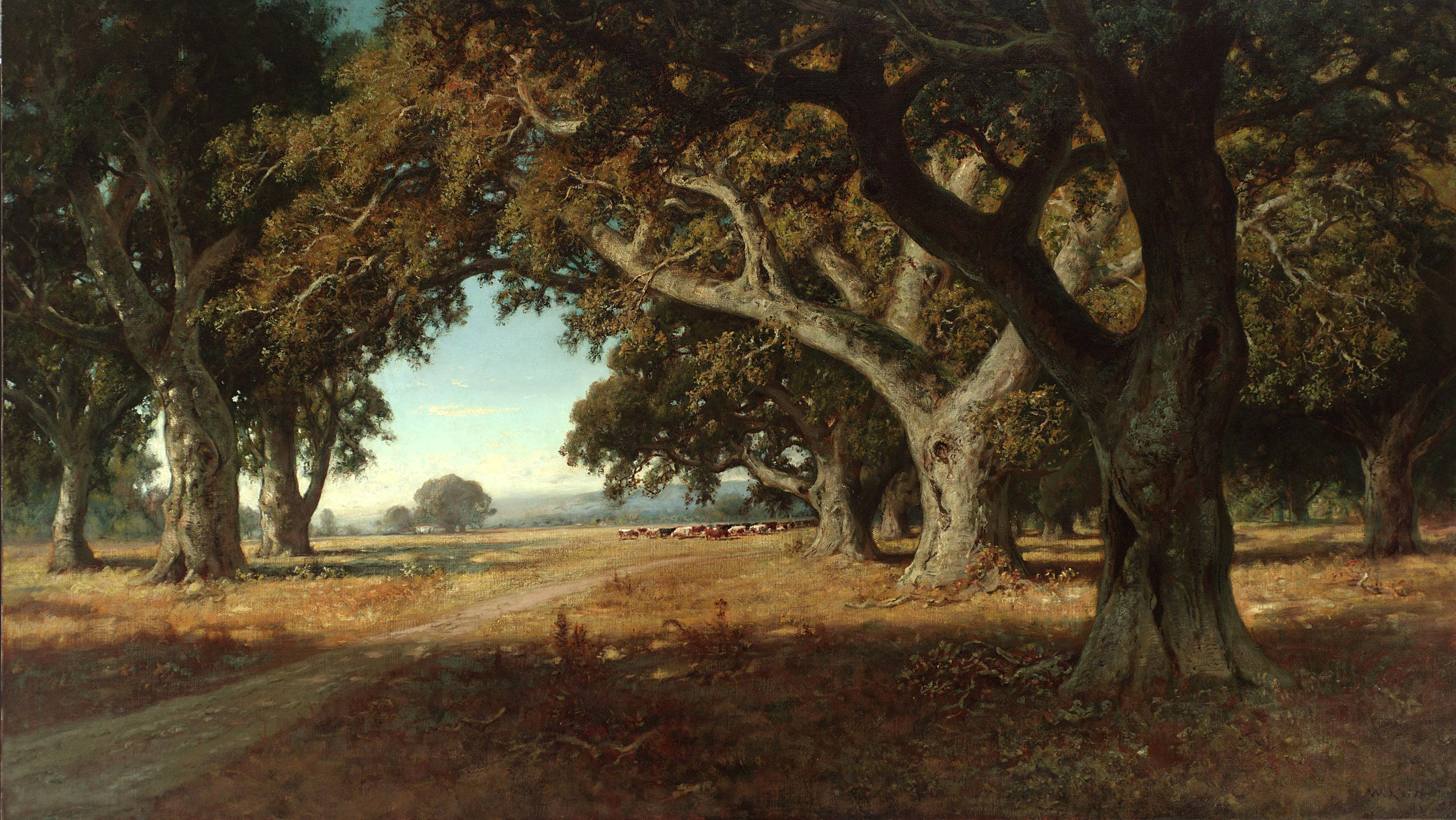
California Ranch, 1908